# قانون نام‌خانوادگی (ترکیه)
قانون نام خانوادگی (به ترکی استانبولی: Soyadı Kanunu) جمهوری ترکیه در ۲۱ ژوئن ۱۹۳۴ به تصویب رسید. این قانون به همۀ شهروندان ترکیه الزام کرد تا از نام خانوادگی موروثی ثابتی استفاده کنند. بیشتر مردم، به ویژه در شهرها و همچنین شهروندان مسیحی و یهودی ترکیه، همان موقع دارای نام خانوادگی بودند،گ. همۀ خانواده‌ها دارای نام‌هایی بودند که از طریق آنها شناخته می‌شدند. قانون نام خانوادگی در سال ۱۹۳۴ نه تنها استفاده از نام خانوادگی رسمی را ملزوم می‌دانست بلکه همچنین اجبار می‌کرد که شهروندان اسامی ترکی را انتخاب کنند، تا زمانی که در سال ۲۰۱۳ در ترکیه این قانون منتفی شد. مسن‌ترین مرد سرپرست خانوار بود و قانون او را برای انتخاب نام خانوادگی منصوب می‌کرد. اما در صورت غیبت، مرگ یا ناتوانی ذهنی این کار را همسرش انجام می‌داد.
این قانون شبیه قانون ایتالیایی فاشیستی در سال ۱۹۲۶، «بازگرداندن» نام‌های آلمانی، اسلوونی و کروات به «شکل اصلی ایتالیایی» آنها، ساخته‌شده بود.
مسلمانان در امپراتوری عثمانی عنوان‌هایی مانند پاشا، خواجه، بیگ، خانم، افندی داشتند. این عناوین، یا حرفۀ رسمی اشخاص (مانند پاشا، خواجه و غیره) یا موقعیت غیررسمی آن‌ها را در جامعه تعریف می‌کردند (مانند بیگ، خانم، افندی و غیره). نخست وزیران عثمانی (صدراعظم یا وزیر اعظم)، وزرا (نظیر یا وزیر) و سایر مقامات عالی‌رتبه دولتی نیز عنوان پاشا را به خود اختصاص می‌دادند. فرمانده‌های بازنشسته/دریاسالار یا کارمندان عالی‌رتبه دولتی همچنان این عنوان را در زندگی غیرنظامیشان حفظ می‌کردند. یک پاشا پس از بازنشستگی از خدمت فعال نظامی یا سیاسی، تبدیل به بیگ نمی‌شد.
بندهای قانون نام خانوادگی (Soy Adı Kanunu) تصریح می‌کرد:
1. همه شهروندان ترکیه باید علاوه بر نام کوچک خود، نام خانوادگی نیز داشته باشند.
2. نام خانوادگی باید در هنگام امضا، صحبت کردن و نوشتن پس از نام شخص بیاید.
3. اسامی ممکن است به درجه نظامی و اداری مربوط نباشند، اشاره به قبایل، نژادها یا قومیت‌های خارجی نداشته باشند و نه ممکن است توهین‌آمیز و مسخره باشند. استفاده از «نام‌های تاریخی» بدون شواهد مناسب شجره‌نامه‌ای نیز ممنوع بود.

قانون نام خانوادگی به‌طور خاص نام‌های خانوادگی خاصی را شامل می‌شد که حاوی معنای فرهنگ‌های بیگانه، ملل، قبایل و مذاهب بودند. نام‌های جدید باید از زبان ترکی استانبولی گرفته می‌شدند. نام خانوادگی را می‌توان با پسوند  -اوغلو استفاده کرد و استفاده از پسوندهای ارمنی مانند -ایان یا -یان، پسوندهای اسلاو مانند -وف (یا -او) , -ویچ،  -ایچ، پسوندهای یونانی مانند -یس، -دیس , -پولس , -اکی، پسوندهای فارسی مانند -زاده، و پسوندهای عربی مانند -مخدومو , -ولد، و -بن «که اشاره به قومیت‌های دیگر دارند یا از زبان دیگری گرفته شده‌است»، ممنوع بود. به عنوان مثال، اسامی مانند آرناوتوغلو (پسرِ آلبانیایی) یا کورتوغلو (پسرِ کرد) هم استفاده نمی‌شد. نام قبیله یا طایفه هم نمی توانست استفاده یا بازاستفاده شود. علاوه بر این، نام‌ها در یک منطقه نمی‌توانستند دوبار وجود داشته باشند و در صورت بروز هرگونه اختلاف، خانواده‌ای که زودتر ثبت نام کرده‌ بودند حق حفظ نام مدعا شده را داشتند.
در نتیجه، بسیاری از یونانیان، بلغارها، آلبانیایی‌ها، بوسنیایی‌ها، یهودیان، عرب‌ها، ارمنی‌ها، آشوری‌ها، گرجی‌ها و کردها مجبور بودند و هنوز هم هستند که نام ترکی‌شده را بربگزینند، گاه مستقیماً نام خانوادگی اصلی خود را ترجمه می‌کنند، یا در غیر این صورت فقط به جای استفاده از پسوند مانند پسوند پونتیک یونانی -ایدس (به معنای پسرِ) از -اوغلو (به معنای پسرِ) استفاده می‌کنند، مانند:(کازانتراوغلو، میتروغلو , مورات‌اوغلو و غیره). 